# HK Olimpija Kompas 1988/89
Sezona 1988/89 HK Olimpija Kompas, ki je osvojila četrto mesto v jugoslovanski ligi.

## Postava
| Vratarji | Vratarji                                        | Vratarji       | Vratarji    | Vratarji | Vratarji                    | Vratarji             |
| -------- | ----------------------------------------------- | -------------- | ----------- | -------- | --------------------------- | -------------------- |
| #        | Nar                                             | Igralec        | Boljša roka | Sez.     | Starost (rojstni dan)       | Kraj rojstva         |
|          | Socialistična federativna republika Jugoslavija | Zvonimir Bolta |             | 6        | 26 let (17. maj 1962)       | Ljubljana, Slovenija |
|          | Socialistična federativna republika Jugoslavija | Luka Simčič    | leva        | 2        | 18 let (16. september 1969) | Ljubljana, Slovenija |
|          | Socialistična federativna republika Jugoslavija | Martin Novak   | leva        | 3        | 18 let (27. januar 1970)    | Ljubljana, Slovenija |

| Branilci | Branilci                                        | Branilci        | Branilci    | Branilci | Branilci                 | Branilci             |
| -------- | ----------------------------------------------- | --------------- | ----------- | -------- | ------------------------ | -------------------- |
| #        | Nar                                             | Igralec         | Boljša roka | Sez.     | Starost (rojstni dan)    | Kraj rojstva         |
|          | Socialistična federativna republika Jugoslavija | Andrej Brodnik  | desna       | 4        | 18 let (4. maj 1970)     | Ljubljana, Slovenija |
|          | Socialistična federativna republika Jugoslavija | Igor Hriberšek  | leva        | 1        | 20 let (11. januar 1968) | Ljubljana, Slovenija |
|          | Socialistična federativna republika Jugoslavija | Boris Pajič     |             | 3        | 25 let (24. junij 1963)  | Jesenice, Slovenija  |
|          | Socialistična federativna republika Jugoslavija | Borut Potočnik  | desna       | 2        | 19 let (7. avgust 1969)  | Kranj, Slovenija     |
|          | Sovjetska zveza                                 | Nikolaj Ladigin |             | 2        | 34 let (20. maj 1954)    | Rusija               |

| Napadalci | Napadalci                                       | Napadalci       | Napadalci | Napadalci   | Napadalci | Napadalci                 | Napadalci            |
| --------- | ----------------------------------------------- | --------------- | --------- | ----------- | --------- | ------------------------- | -------------------- |
| #         | Nar                                             | Igralec         | Položaj   | Boljša roka | Sez.      | Starost (rojstni dan)     | Kraj rojstva         |
|           | Socialistična federativna republika Jugoslavija | Marjan Gorenc   | F         | leva        | 6         | 24 let (27. februar 1964) | Ljubljana, Slovenija |
|           | Socialistična federativna republika Jugoslavija | Aleš Krajnc     | F         |             | 2         |                           | Slovenija            |
|           | Socialistična federativna republika Jugoslavija | Dejan Kontrec   | LW        | leva        | 4         | 18 let (23. januar 1970)  | Ljubljana, Slovenija |
|           | Socialistična federativna republika Jugoslavija | Srdan Kuret (C) | F         |             | 3         | 30 let (20. maj 1958)     | Slovenija            |
|           | Socialistična federativna republika Jugoslavija | Aleš Lešnjak    | RW        |             | 2         | 19 let (1969)             | Ljubljana, Slovenija |
|           | Socialistična federativna republika Jugoslavija | Tomaž Vnuk      | C         | desna       | 2         | 20 let (11. april 1970)   | Ljubljana, Slovenija |
|           | Socialistična federativna republika Jugoslavija | Edvard Peterlin | RW        | leva        | 1         | 21 let (5. oktober 1966)  | Ljubljana, Slovenija |
|           | Socialistična federativna republika Jugoslavija | Roman Vrščaj    | F         |             | 1         |                           | Slovenija            |
|           | Socialistična federativna republika Jugoslavija | Nik Zupančič    | RW        | desna       | 3         | 19 let (3. november 1968) | Ljubljana, Slovenija |

## Tekmovanja

### Jugoslovanska liga
Uvrstitev: 4. mesto